# 2025년 1월 캘리포니아주 남부 산불

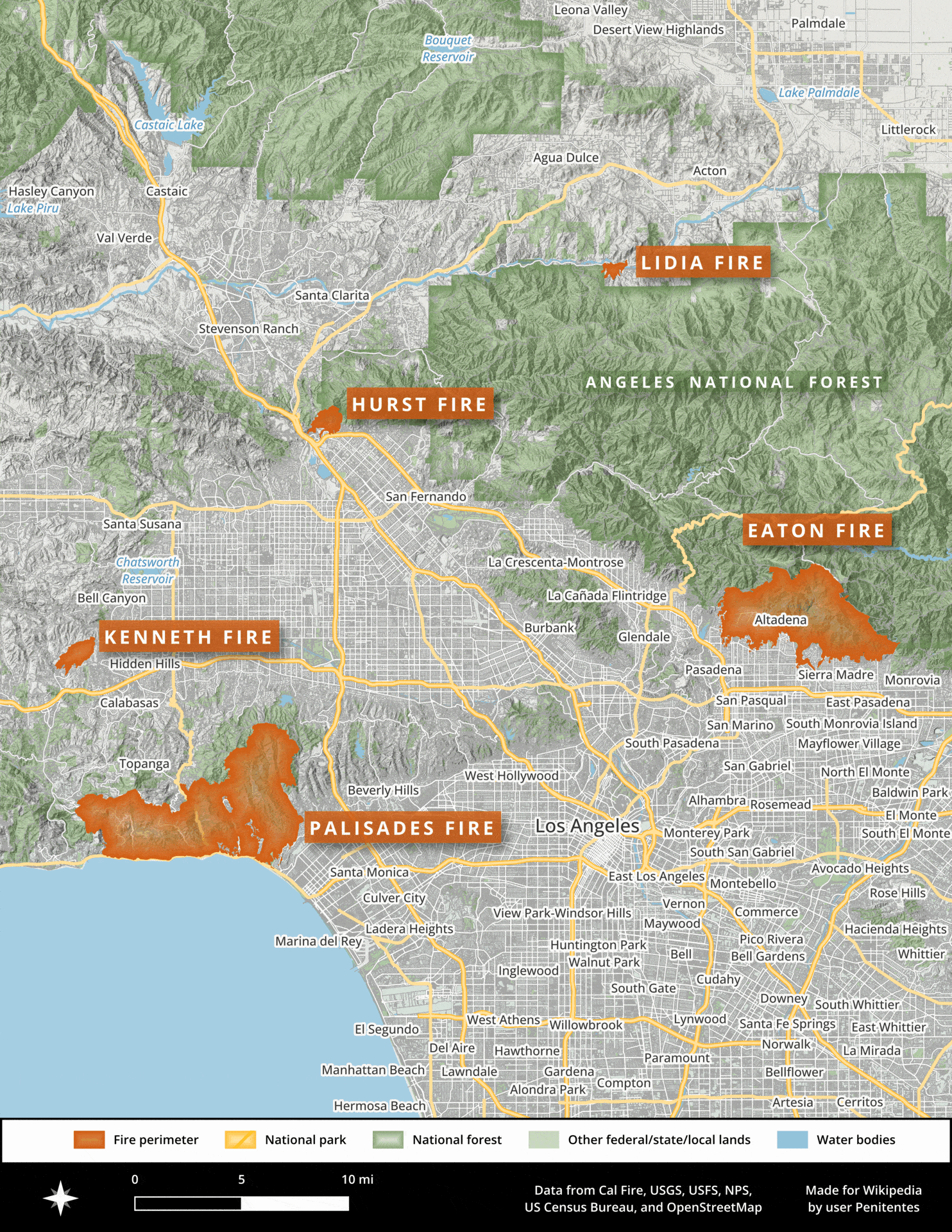
주요 산불 위치를 그린 지도

2025년 1월 캘리포니아주 남부 산불(영어: January 2025 Southern California wildfires)은 2025년 1월 7일부터 31일까지 미국 캘리포니아주 남부의 로스앤젤레스 대도시권와 그 주변 지역에 영향을 미쳤던 산불이다. 2025년 1월 31일 총 40건 이상의 산불이 발생했으나 전부 진압되었다.
이번 산불은 긴 가뭄, 낮은 습도, 허리케인급 강풍인 샌타앤나 바람으로 악화되었다. 일부 지역에서는 160 km/h(45 m/s)에 달하는 강풍이 닥쳤다. 2025년 1월 15일 기준 산불로 최소 25명이 사망하고 20만명 이상이 긴급 대피했으며 건물 12,401채 이상이 파괴되거나 소실되었다.
산불 피해 대부분은 퍼시픽팰리세이즈에서 일어난 팰리세이즈 산불과 앨터디너에서 발생한 이튼 산불 이 가장 큰 두 산불에서 발생했다. 두 산불은 캘리포니아 역사상 각각 네번째와 두번째로 큰 피해를 준 산불로 기록되었다.

## 배경
강풍과 이에 따른 산불 위험은 충분히 예견된 일이었다. 2025년 1월 2일 국립통합화재센터(NIFC)는 캘리포니아주 남부의 상황이 "평상시 이상의 심각한 화재 위협"이 있다고 경고했다. 같은 날 미국 국립기상청(NWS) 예보에서는 강력한 산불 발생 가능성을 언급하며 화재 기상 주의보를 발령했다. 1월 3일 폭풍 예측 센터(SPC)는 1월 8일에는 화재 기상이 매우 위험 단계에 오를 것이라 예보했으며 해당 지역의 화재 위험 기상 첫 날인 1월 7일에는 SPC가 다음 날인 1월 8일 화재 기상의 매우 심각 단계 위협을 예보했다. 이후 1월 9일부터 15일까지 캘리포니아 남부에 최소 위험 단계의 화재 기상 주의보를 발표했으며 1월 13~14일에는 연이어 매우 심각 단계 경보를 발표했다.
로스앤젤레스와 벤투라군에서는 NWS가 가장 극단적인 화재 위험을 경고하는 적기 경보를 발표하며 생명과 재산에 매우 높은 수준의 위험을 예고하는 "특히 위험한 상황"이라고 말했다. 특히 강풍과 낮은 습도로 화재가 급속도로 확산될 수 있다는 점을 강조했다. 2024년 늦여름부터 태평양 북서부와 북부 캘리포니아에 집중적으로 폭풍이 영향을 미치면서 남부 캘리포니아는 점점 더 건조해졌으며, 엘니뇨 남방진동(ENSO)이 엘리뇨에서 라니냐로 바뀌면서 2025년 1월까지 약한 라니냐 상태가 되었다. 2024년 12월 말까지 로스앤젤레스군 대부분 지역은 중간 정도의 가뭄 상태에 접어들었고 전통적인 우기 시기에 역으로 초목이 건조해지면서 화재 취약성이 더욱 높아졌다.

### 가뭄
캘리포니아주 남부의 많은 지역에서 심각한 가뭄이 발생했고, 우기가 기록상 가장 적은 강수량으로 시작했으며 강풍과 그에 따른 화재가 시작되기 전까지 9개월간 기록상 가장 건조한 기간이 이어지는 등으로 형성된 건조한 초목 상태가 위험한 상황을 더욱 악화시켰다. 저널 《네이처 리뷰스 어스 & 인바이러먼트》에서 발표된 연구에 따르면 캘리포니아 지역의 기후 변화는 기온이 상승하고 강우량이 극심하게 변하는 변동성을 일으켰다. 2022년~2023년과 2023년~2024년 우기에서의 가뭄 같은 긴 가뭄 시기는 풀, 관목, 나무 등이 급생장하면서 빠르게 건조되어 산불의 연료가 되었다.
《인바이러먼셜 리서치 레터》에 발표된 연구에 따르면 기후 변화로 인해 덥고 건조한 날씨가 해풍 시기와 겹칠 가능성이 높아지며 산불 발생에 유리한 환경을 만들었다고 분석했다. 또한 건기가 길어지면 물 공급이 줄어들면서 산불 시기가 시작되기 전에 산의 연료를 줄이는 맞불을 실시할 수 있는 안전한 날짜도 줄어들어 산불 통제에 어려움이 늘어났다. 피에르 시몬 라플라스 연구소가 실시한 단기 기후 요인 연구에 따르면 이번 가뭄의 영향을 받은 지역의 기상 조건이 1950~1986년 사이 발생했던 유사한 사건과 큰 차이를 보인다는 것을 발견하고 더욱 강해진 산불 상황은 주로 인위적인 영향으로 발생한 기후 변화가 원인이고 자연적인 기후 변동은 큰 역할을 끼치지 못했다고 결론내렸다. 이 차이에는 최대 5 °C의 기온 상승, 최대 15% 강우량 감소, 최대 5 km/h의 풍속 증가(평균 약 20% 증가), 도심 지역 기온의 최대 3 °C 상승 등이 있다.

### 강풍

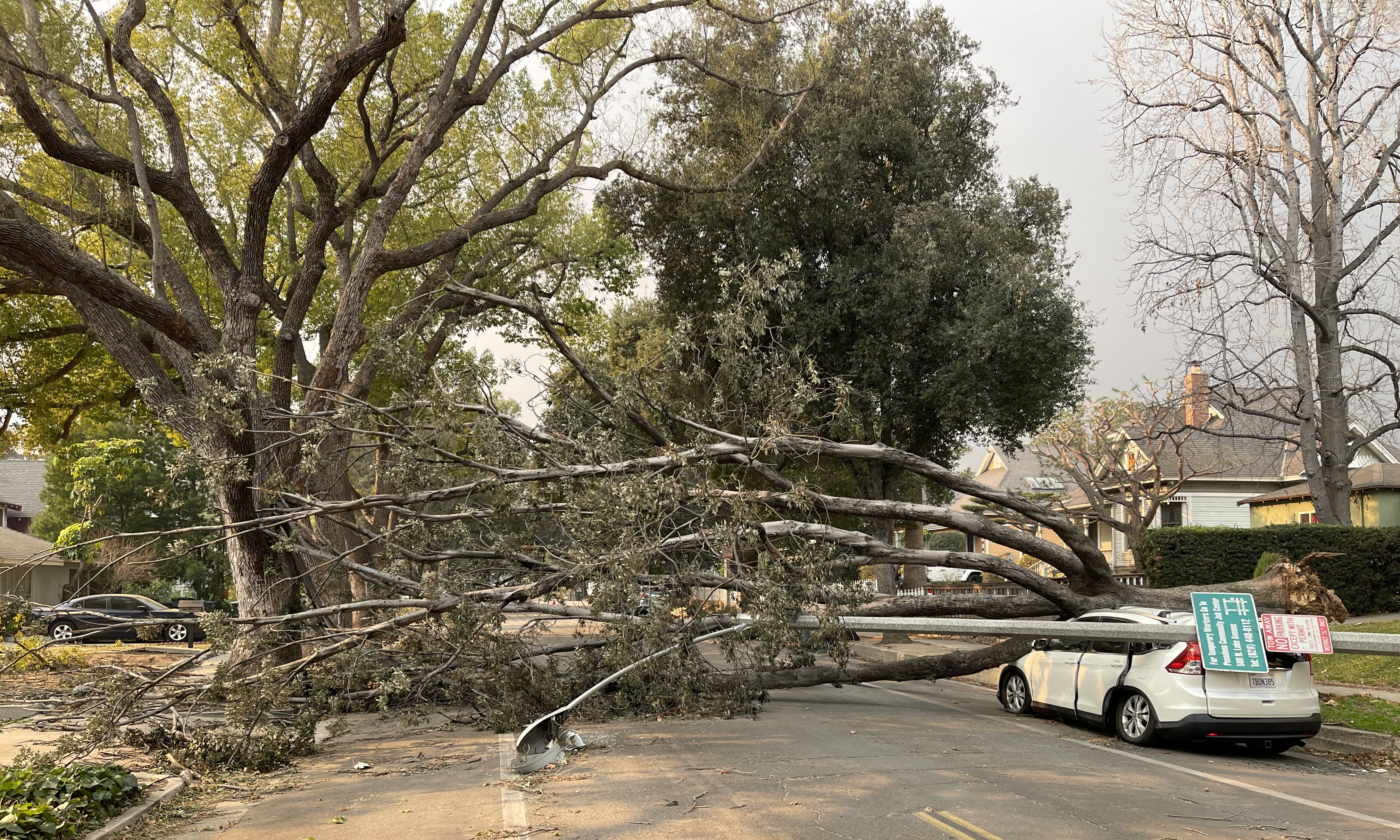
2025년 1월, 패서디나에서 강풍으로 쓰러진 나무와 가로등의 모습

샌가브리엘계곡, 로스앤젤레스분지 등 이전에는 고도가 낮아서 강풍의 영향을 그리 많이 받지 않던 곳에서도 로스앤젤레스군과 벤투라군의 인구 밀집 지역에서는 최대 풍속 80~130 km/h(22~36 m/s)의 돌풍이 예상되는 등 매우 강한 세기의 샌타앤나 바람이 발생했다. 고지대는 가장 강할 경우 130~160 km/h(36~45 m/s)의 돌풍이 예상되는 등 극심한 강풍이 예보되었다. 제트류가 캘리포니아주 남부의 산맥을 남북으로 지나가면서 강한 산악파가 발생해 공기가 로스앤젤레스분지 및 기타 인근 저지대로 내려가면서 강풍이 형성되었다.
NWS 로스앤젤레스 사무소는 이 폭풍이 "생명을 위협할 가능성"이 있다고 설명하며 1월 7일부터 바람이 "위험할 정도로 강력해질" 것이며 남부 캘리포니아의 경우 1월 8일 초까지 이 바람이 지속된다고 예보했다. NWS는 "파괴적인 강풍"으로 광범위한 정전이 일어나고 나무가 쓰러질 가능성이 높다고 밝혔다. 이 지역의 폭풍은 2011년 이래 가장 파괴적인 강풍이 되리라 예보했다.
1월 7일 아침 기준 NWS는 샌타클라리타의 매직마운틴 트럭 레일에서 135 km/h(38 m/s), 에스컨디너캐니언에서 100 km/h(28 m/s), 밴나이즈 공항에서 89 km/h(25 m/s)의 최대 풍속을 관측했다. NWS는 현지시각 오후 6시 19분에 특히 계곡 지역에서 강풍이 2025년 남부 캘리포니아에서 가장 강한 바람이 기록될 수 있다고 예보했다. 미국 해양대기청(NOAA)는 최대풍속이 56~80 km/h(16~22 m/s)를 기록한다고 전망했다. 이 날 샌가브리엘산맥 동쪽의 루켄스산에서는 순간최대풍속 160 km/h(45 m/s)를, 샌타모니카산맥에서는 158 km/h(44 m/s)를 관측했다.
1월 11일 오후 1시 6분(PST) NWS 로스앤젤레스/옥스너드 사무소는 1월 11일 오후 6시부터 15일 오후 6시까지 로스앤젤레스군 및 벤투라군 대부분 지역에서 샌타앤나 바람의 재강화와 지속적인 낮은 습도를 이유로 적기경보를 발령했다. 또한 PST 기준 오후 7시 4분부터 1월 12일 오후 2시까지 32~48 km/h(8.9~13 m/s)의 북동풍이 지속됨과 함께 순간최대풍속이 72 km/h에서 일부 지역에서는 최대 89 km/h의 관측이 예보된다며 강풍주의보를 발표했다.
1월 12일 NWS는 1월 14일 오전 4시부터 1월 15일 오후 12시까지 로스앤젤레스군 및 벤투라군 여러 지역에 특별위험상황 적기경보를 발표했다. "특별위험상황"(PDS)은 89~113 km/h의 북동풍 및 동풍 지속과 함께 낮은 습도가 지속되리라 예보되어 발표되었으며 보고서에서는 "극단적인 화재 발생 조건"과 "장거리 확산 가능 화재"가 일어날 수 있다고 밝혔다.

### 기타 요인
로스앤젤레스 소방국은 2024~2025년 회계년도에 예산의 2% 정도인 1,760만 달러가 삭감되었다. 2024년 12월 4일 LA 소방국장인 크리스틴 크롤리는 예산 삭감이 "소방서의 핵심 임무 유지 능력에 악영향을 미쳤다"며 초과 근무 수당 7백만 달러 삭감이 "대규모 비상사태에 대비해 훈련하고 대응하는 소방서 역량을 심각하게 제한"했으며 거주지 점검 및 수풀 제거에도 영향을 미쳤다고 말했다. 예산안이 통과된 후 급여 인상과 장비 예산에 1억 1,100만 달러가 증액되어 전년 대비 소방국의 전체 예산은 증가했다.
첫 산불이 일어나기 전에 퍼시픽팰리세이즈 상류에 있는 로스앤젤레스 수자원 인프라 중 하나인 약 4억 4천만 리터의 물을 보관할 수 있는 샌타이네즈 저수지는 찢어진 덮개 부분을 수리하기 위한 유지 관리를 위해 물을 완전히 빼 둔 상태였다. 이 저수지는 2025년 2월부터 다시 물을 받아 운영을 재개할 예정이었다. 로스앤젤레스 수전력국(LADWP) 총책임자인 마틴 애덤스는 수리 작업이 '한동안' 진행되던 상태였으며 또한 관료들은 일반적으로 겨울철에는 저수지 수위를 낮게 유지해 고인물과 화학물질 농도, 박테리아 성장과 관련된 문제를 방지했다고 밝혔다.

## 대비
캘리포니아주의 주지사 개빈 뉴섬은 1월 6일 소방차 65대, 헬리콥터 7기, 물탱크차 7대, 인력 109명을 산불 진압에 투입하겠다고 밝혔다. 로스앤젤레스 시장 카렌 바스는 이번 강풍이 10년만에 부는 가장 강력한 강풍이 될 수 있다고 주민들에게 경고하고 바람에 끊어진 전력선을 피하라고 말했다. 바스 시장은 당시 가나의 대통령인 존 드라마니 마하마 취임식 참석을 위해 출국했기 때문에 시의회 의장인 마퀴스 해리스도슨이 시장 권한대행으로 활동했다.
이 지역의 주요 전기 공급 업체인 사우턴 캘리포니아 에디슨은 문제 있는 장비에서 전기 화재가 일어나는 일을 막기 위해 일부 고객에게 미리 전원을 차단해달라고 요청했다. 관계자는 고객 5백만명 중 최대 40만명이 전력 공급 중단의 영향을 받을 수 있다고 분석했다. 샌디에이고 가스&일렉트릭도 극한의 기상이 닥치기 전에 미리 전력이 차단될 수 있다고 고지했다.
샌타모니카-말리부 통합학구는 "악화되는 기상 조건과 안전 문제" 때문에 1월 7일 말리부 소재 모든 학교가 휴교한다고 발표했다. 로스앤젤레스 통합 학구도 일시적으로 퍼시픽팰리세이즈의 여러 학교를 옮기고 강풍 사고를 막기 위해 야외 활동을 제한하겠다고 발표했다. 캘리포니아주도 제1호선 일부 구간도 심각한 강풍 때문에 통행을 폐쇄했다.
산불 위협에 대비해 로스앤젤레스의 수도망을 구성하는 114개 물탱크가 모두 가득 채워졌다. 또한 국립 통합화재센터(NIFC)는 국가대비수준을 2단계로 상향해 상황 초기 연방 자산의 배치를 승인했다.

## 전조

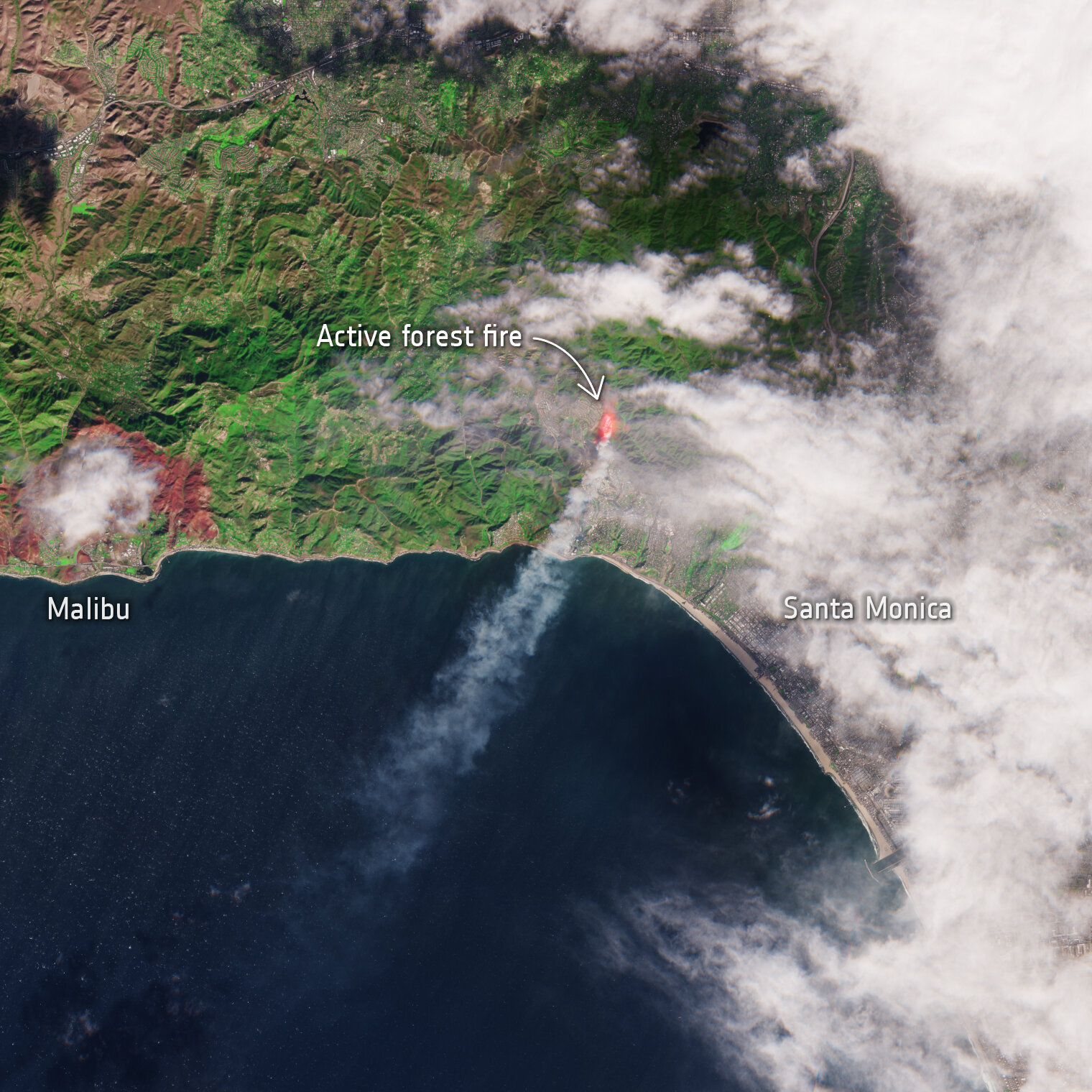
1월 7일 오전 10시 36분(현지 시각) 퍼시픽팰리세이즈의 산불 발생 직후를 촬영한 위성 사진

1월 7일 강풍이 불기 시작하면서 로스앤젤레스시는 강풍으로 인한 비상사태를 선포했다. 사우스코스트 대기질관리지구(AQMD)는 남부 캘리포니아의 여러 군에 먼지폭풍 경보를 발령하며 강한 바람이 먼지와 모래를 공기중으로 날려 인간이 흡입할 수 있다고 경고했다.
미국의 대통령 조 바이든의 척왈라 국가기념물과 사티틀라고원 국가기념물 선정을 발표하는 코첼라 밸리 지역 기자회견은 강풍으로 취소되었다. 패서디나를 포함한 샌가브리엘계곡 지역에서는 강풍으로 여러 나무가 쓰러졌다.
정오에는 강풍으로 2만명 이상이 정전 피해를 입었다. 3개월만에 3번째로 사우턴 캘리포니아 에디슨 전력회사의 장비가 추가 전기화재 방지를 위해 특정 지구의 전력 공급을 차단했다. 이 예방 조치 때문에 수천 명이 정전 피해를 입었다.
강풍으로 여러 항공편도 지연되었으며 조종사는 지형물과 너무 가까이 비행하지 말라는 경고를 받았다. 연방항공국(FAA)은 강한 돌풍 때문에 여러 차례 착륙복행이 일어난 할리우드 버뱅크 공항의 지상 운영을 일시적으로 중단시켰다. 사우스웨스트 항공은 버뱅크 공항의 강풍 때문에 온타리오와 버뱅크의 여러 항공편을 결항시키거나 우회 운영시켰다.

## 산불 목록
| 산불 이름  | 발생 군                 | 산불 면적                | 발화 날짜 | 진화 날짜 | 소실된 건축물 수 | 참조                                                                                                  | Ref.                 |
| ---------- | ----------------------- | ------------------------ | --------- | --------- | ---------------- | --- | -------------------- |
| 리버사이드 | 샌버너디노군            | 1 에이커 (0.40 ha)       | 1월 7일   | 1월 7일   | "다수"           | 여러 차량과 임시 주거지가 불에 탔다.                                                                  | [ 57 ] [ 58 ]        |
| 선셋       | 로스앤젤레스군          | 1.5 에이커 (0.61 ha)     | 1월 7일   | 1월 7일   | 없음             | 건축물이 위협받았다. 1월 8일에 발생한 할리우드힐즈 산불과는 다르다.                                   | [ 59 ]               |
| 팰리세이즈 | 로스앤젤레스군          | 23,448 에이커 (9,489 ha) | 1월 7일   | 1월 31일  | 7,674            | 긴급 대피 명령이 발효되었다. 퍼시픽팰리세이즈와 샌타모니카 서북부의 수많은 집이 불에 탔다.            | [ 61 ] [ 62 ]        |
| 걸치       | 로스앤젤레스군          | 1 에이커 (0.40 ha)       | 1월 7일   | 1월 7일   | 미상             | 샌타클라리타에서 발생한 작은 산불이다.                                                                | [ 63 ]               |
| 킹         | 로스앤젤레스군          | 1 에이커 (0.40 ha)       | 1월 7일   | 1월 7일   | 없음             | 레더라하이츠에서 발생한 여러 산불이다.                                                                | [ 64 ]               |
| 이튼       | 로스앤젤레스군          | 14,021 에이커 (5,674 ha) | 1월 7일   | 1월 31일  | 10,491           | 긴급 대피 명령이 발효되었다. 앨터디너와 패서디나에서 수많은 건축물이 불에 탔다.                       | [ 65 ]               |
| 헌팅턴     | 로스앤젤레스군          | 2 에이커 (0.81 ha)       | 1월 7일   | 1월 7일   | 없음             | 드와르테에서 발생한 작은 산불이다.                                                                    | [ 66 ]               |
| 버트       | 로스앤젤레스군          | 3 에이커 (1.2 ha)        | 1월 7일   | 1월 7일   | 최소 10          | 패서디나 이웃 지역의 건축물이 영향을 받았다.                                                          | [ 67 ]               |
| 허스트     | 로스앤젤레스군          | 799 에이커 (323 ha)      | 1월 7일   | 1월 16일  | 미상             | 긴급 대피 명령이 발효되었다. 실마르의 여러 주택이 소실되었다고 추정된다.                              | [ 68 ]               |
| 타일러     | 리버사이드군            | 15 에이커 (6.1 ha)       | 1월 8일   | 1월 8일   | 2                | 코첼라 북쪽에서 일어난 작은 산불이다.                                                                 | [ 69 ] [ 70 ]        |
| 스코트     | 리버사이드군            | 12 에이커 (4.9 ha)       | 1월 8일   | 1월 8일   | 미상             | 앤자 서부에서 일어난 산불이다.                                                                        | [ 71 ]               |
| 우들리     | 로스앤젤레스군          | 30 에이커 (12 ha)        | 1월 8일   | 1월 8일   | 없음             | 밴나이즈에 있는 세풀베다 자연보호구역에서 발생한 산불이다,                                            | [ 72 ] [ 73 ]        |
| 올리바스   | 벤투라군                | 11 에이커 (4.5 ha)       | 1월 8일   | 1월 8일   | 최소 3           | 벤투라에 있는 샌타클라라강 인근 산불이다.                                                             | [ 75 ]               |
| 리디아     | 로스앤젤레스군          | 395 에이커 (160 ha)      | 1월 8일   | 1월 11일  | 미상             | 액턴 남쪽에서 발생한 산불이다.                                                                        | [ 76 ] [ 77 ]        |
| 캔투       | 리버사이드군            | 1 에이커 (0.40 ha)       | 1월 9일   | 1월 9일   | 미상             | 이스트베일에서 발생한 작은 산불이다.                                                                  | [ 78 ]               |
| 선셋       | 로스앤젤레스군          | 43 에이커 (17 ha)        | 1월 8일   | 1월 9일   | "다수"           | 긴급 대피 명령이 발효되었다. 할리우드힐스에서 시작된 산불이다.                                        | [ 79 ]               |
| 선스웝     | 로스앤젤레스군          | 0.5 에이커 (0.20 ha)     | 1월 8일   | 1월 8일   | 최소 1           | 스튜디오시티에서 일어난 건물 화재가 초목에 옮겨붙어 발생했다.                                         | [ 80 ] [ 81 ] [ 82 ] |
| 태프트     | 오렌지군                | 1 에이커 (0.40 ha)       | 1월 8일   | 1월 8일   | 최소 4           | 애너하임에서 발생한 작은 산불이다.                                                                    | [ 78 ]               |
| 크릭       | 로스앤젤레스군          | 3 에이커 (1.2 ha)        | 1월 9일   | 1월 15일  | 없음             | 빅투중가크릭에서 발생한 작은 산불이다.                                                                | [ 84 ]               |
| 케네시     | 로스앤젤레스군/벤투라군 | 1,052 에이커 (426 ha)    | 1월 9일   | 1월 12일  | 미상             | 긴급 대피 명령이 발효되었다. 웨스트힐스 서부에서 시작된 산불로 방화 용의자가 체포되었으나 석방되었다. | [ 85 ] [ 86 ] [ 87 ] |
| 커머셜     | 샌버너디노군            | 1 에이커 (0.40 ha)       | 1월 9일   | 1월 10일  | 미상             | 건물 화재가 나무에 옮겨붙어 발생했다.                                                                 | [ 88 ]               |
| 햄릿       | 샌디에고군              | 2 에이커 (0.81 ha)       | 1월 9일   | 1월 9일   | 없음             | 크레스트 마을 길가에서 발생한 불이다.                                                                 | [ 89 ]               |
| 아처       | 로스앤젤레스군          | 19 에이커 (7.7 ha)       | 1월 10일  | 1월 11일  | 미상             | | [ 90 ]               |
| 브리에르   | 샌버너디노군            | 9 에이커 (3.6 ha)        | 1월 11일  | 1월 11일  | 미상             | | [ 91 ]               |
| 미라마     | 샌디에고군              | 15 에이커 (6.1 ha)       | 1월 13일  | 1월 13일  | 없음             | 미라마 해병대 비행장 바로 남쪽에서 발생한 들불이다.                                                   | [ 92 ] [ 93 ]        |
| 주루파     | 리버사이드군            | 2 에이커 (0.81 ha)       | 1월 13일  | 1월 13일  | 미상             | | [ 94 ]               |
| 오토       | 벤투라군                | 61 에이커 (25 ha)        | 1월 13일  | 1월 17일  | 없음             | 차량 사고 화재가 초목으로 번져 산불이 되었다.                                                         | [ 95 ] [ 96 ]        |
| 패모       | 샌디에고군              | 3.5 에이커 (1.4 ha)      | 1월 14일  | 1월 14일  | 없음             | 라모나에서 발생한 화재가 산불로 옮겨붙었다.                                                           | [ 97 ] [ 98 ]        |
| 스코트     | 리버사이드군            | 2.6 에이커 (1.1 ha)      | 1월 14일  | 1월 14일  | 미상             | 리버사이드 서쪽에서 발생한 산불이다.                                                                  | [ 99 ]               |
| 스톤       | 리버사이드군            | 1.5 에이커 (0.61 ha)     | 1월 14일  | 1월 14일  | 없음             | | [ 100 ]              |
| 리틀마운틴 | 샌버너디노군            | 34 에이커 (14 ha)        | 1월 15일  | 1월 15일  | 없음             | | [ 101 ]              |

## 산불
1월 15일 기준 진압되지 않은 2건의 대형 산불과 3건의 소형 산불이 계속 불타고 있는 중이다. 5번째로 컸던 케네스 산불은 진압되었다.
샌가브리엘산맥 동부의 루켄스산 트럭트레일에서 최대순간풍속 161 km/h을 관측하는 등 매우 강한 바람과 장기간의 가뭄으로 인한 건조한 초목으로 산불이 빠르게 확산되었고 공중에서 날라간 불씨는 멀리까지 이동해 산불을 옮겼다.

### 팰리세이즈 산불
팰리세이즈 산불은 1월 7일 로스앤젤레스 퍼시픽팰리세이즈 인근에서 발화하기 시작한 산불로 빠르게 확산되어 5,000 에이커 (2,000 ha; 20 km2) 면적이 불에 탔다. 주정부는 태평양 연안을 지나는 캘리포니아주도 제1호선과 인근 지역 일부 구간에 의무대피령을 내렸으며 웨스트우드 레크리에이션 센터를 비상대피소로 사용했다. 정오 무렵에는 소방관이 강한 바람으로 화재가 "1분에 축구장 3개 면적"이 커지고 있다고 밝혔다. 샌빈센트로 이북의 샌타모니카에도 즉각적인 의무대피령이 발령되었다. 1월 8일 오후 12시 12분(PST)에는 말리부 도시 주민에게 화재 상황이 통제되지 않아 나머지 모든 주민에도 대피를 촉구했다. 로스앤젤레스의 브렌트우드 지역에도 의무대피령이 발령되었다. 말리부에서 안부 확인 중 불타버린 집 안 잔해에서 인골이 발견되었다. 1월 9일 오전 11시 26분(PST) 기준 17,234 ac (6,974 ha; 69.74 km2) 면적이 불에 탔다. 1월 10일에는 샌퍼낸도밸리의 타르제너와 엔시노에서도 긴급대피명령이 내려졌다.

### 이튼 산불
1월 7일 오후 6시 15분(PST) 직후 앨터디너-패서디나 지역의 이튼 협곡에서 이튼 산불이라고 부르는 20 에이커 (8.1 ha; 0.081 km2) 넓이의 산불이 처음으로 보고되었다. 《패서디나 나우》에 따르면 협곡 인근 주민들은 인근 송전탑에서 화재가 일어났다는 신고를 했다고 밝혔다. 저녁 7시 12분에는 200 에이커 (81 ha; 0.81 km2) 면적으로 확산되었다. 로스앤젤레스군 소방서장인 실라 케일러는 화재가 급속도로 확대되는 중이라고 밝혔다. 파크마리노의 테라스에서 노인 95명이 긴급 대피했으며, 많은 사람들이 휠체어를 타고 가운만 입은 채 급하게 대피하는 장면이 촬영되었다. 나중에는 패서디나와 시에라마드레 북부, 아케이디아로 대피령이 확대되었다. 해스팅스랜치에 있는 앨타매드 의료센터와 여러 주택이 화염에 휩싸였다. 1월 8일 오전 10시 36분에는 화재가 10,600 에이커 (4,300 ha; 43 km2) 면적으로 확대되었다. 정오 들어선 패서디나 주거지역으로 산불이 옮겨붙어 확대되기 시작했다. 라카냐다플린트리지 전역도 대피령이 내려졌다. 이 산불로 최소 5명이 사망했다. 1월 9일 오후에는 이튼 산불이 윌슨산으로 옮겨붙기 시작했다.

## 같이 보기
- 2025년 캘리포니아주 산불
- 2007년 10월 캘리포니아주 산불
- 2014년 5월 샌디에이고군 산불
- 2017년 12월 캘리포니아주 남부 산불
- 마셜 산불